# امان‌الله میرزا مجدالملک
امان‌الله میرزا مجدالملک از سیاستمداران تهرانی بود، که در دوره نخست بعنوان نماینده تهران در مجلس شورای ملی حضور داشت.